# Agathia furtiva
Agathia furtiva är en fjärilsart som beskrevs av Louis Beethoven Prout 1916. Agathia furtiva ingår i släktet Agathia och familjen mätare. Inga underarter finns listade i Catalogue of Life.